# Transair Sweden
Transair Sweden AB (ICAO: TB) fue una aerolínea chárter sueca fundada en 1951 por Per Lovén en Estocolmo. Fue una subsidiaria de la aerolínea Scandinavian Airlines. La empresa cesó sus operaciones en septiembre de 1981.

## Historia

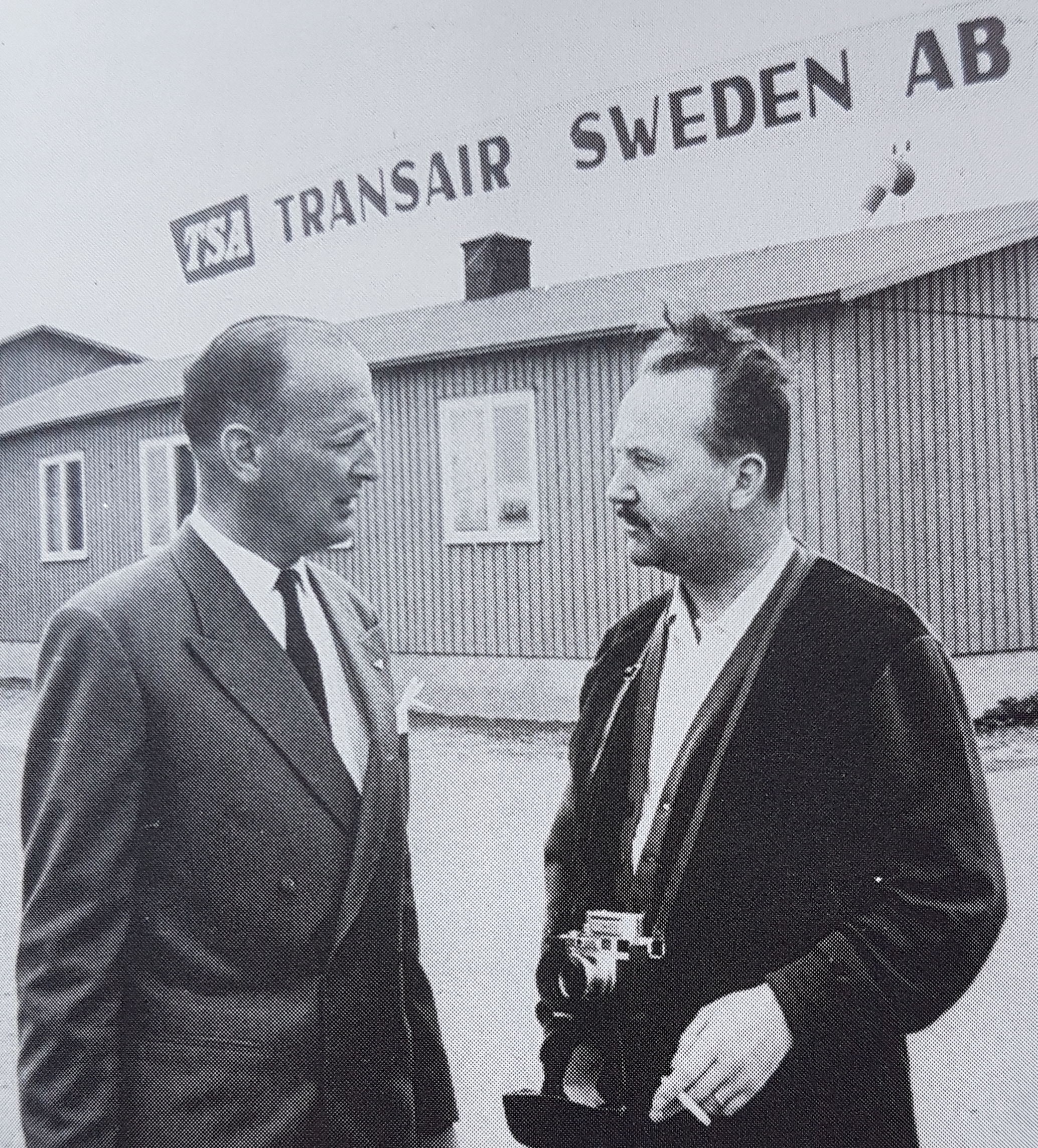
El fundador de Transair (izquierda), Per Lovén, y el director de vuelo (derecha), Claes Smith.

En 1951, Per Lovén fundó en Estocolmo la aerolínea Nordisk Aero Transport con el fin de transportar periódicos por encargo de editoriales locales hacia otras ciudades suecas. La compañía inició operaciones en la primavera de 1951 desde el Aeropuerto de Estocolmo-Bromma con dos aviones Airspeed Consul, a los que siguió un Avro Anson de ocho plazas. En julio de 1951, Nordisk Aero Transport cambió su nombre a Transair Sweden AB (TSA). Un tercer Airspeed Consul se sumó a la flota en mayo de 1952.
En marzo de 1953, Transair Sweden adquirió su primer Douglas DC-3 para ofrecer vuelos chárter turísticos (IT chárter) al sur de Europa. Esta idea abrió un nuevo mercado en Escandinavia, ya que hasta entonces los turistas viajaban principalmente en autobús o tren. El primer vuelo de pasajeros tuvo lugar el 6 de abril de 1953, de Estocolmo a Hamburgo. En diciembre de 1953 entró en servicio un segundo DC-3. Durante los meses de invierno, cuando la demanda era baja, la empresa empleó los aviones en servicios ocasionales (ad hoc chárter) y por encargo de la Scandinavian Airlines System (SAS) en vuelos regulares entre Estocolmo, Gotemburgo y Visby. En 1955, Transair Sweden transportó con tres Douglas DC-3 y tres Airspeed Consul a 27.375 pasajeros y 1.622 toneladas de carga.

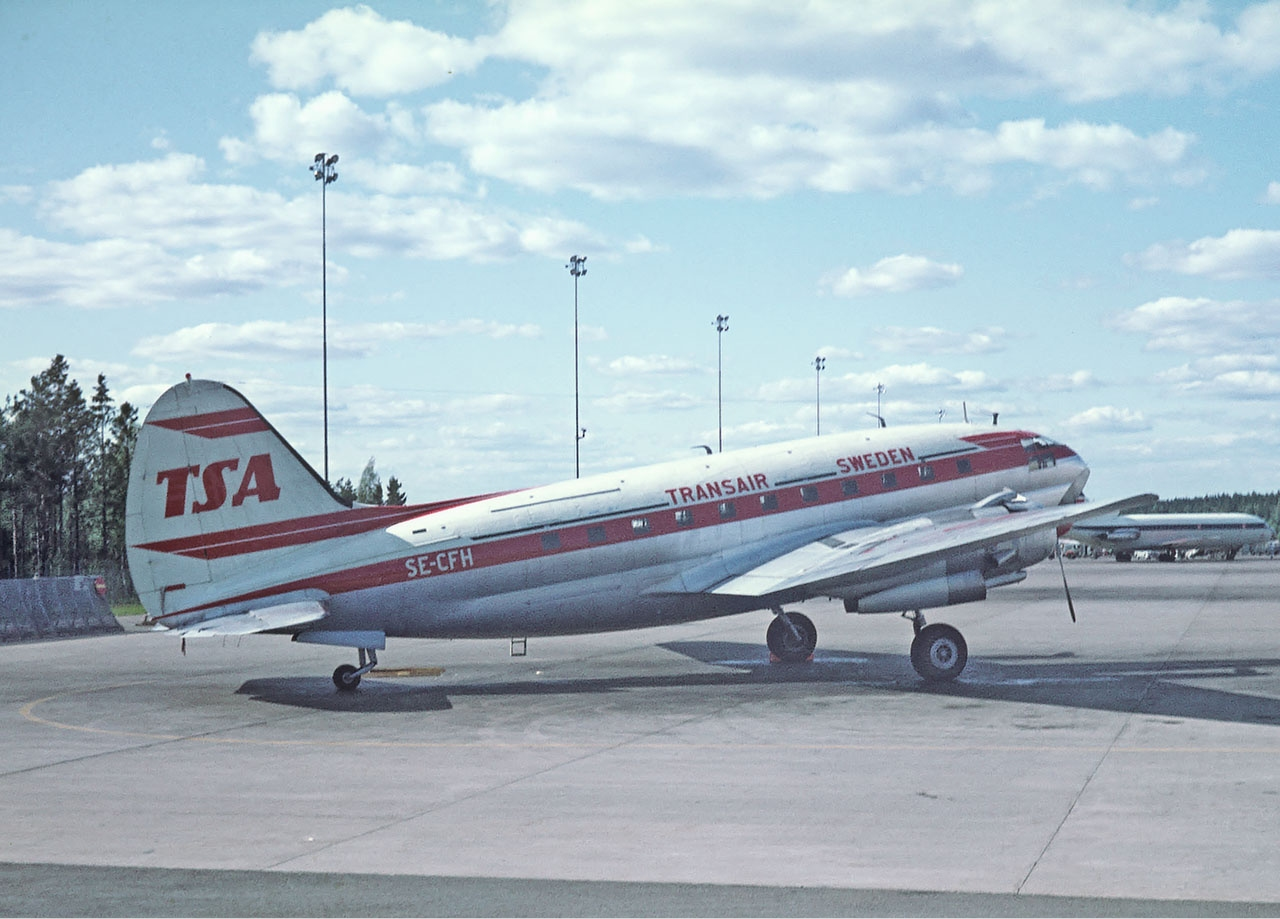
Transair Sweden utilizó aviones Curtiss C-46 en vuelos chárter y de carga desde 1957

Desde abril de 1957, la aerolínea incorporó once antiguos aviones militares Curtiss C-46, aumentando considerablemente su capacidad para vuelos chárter. Sin embargo, tanto estos como los DC-3 eran poco adecuados para trayectos largos debido a su baja velocidad y limitada autonomía. Por ejemplo, un vuelo a Palma de Mallorca podía tardar hasta 12 horas debido a escalas y repostajes necesarios. No obstante, también se realizaron vuelos de carga intercontinentales, como a Bangkok o Calcuta, adonde se transportaron tres helicópteros Bell 47 en un solo vuelo.

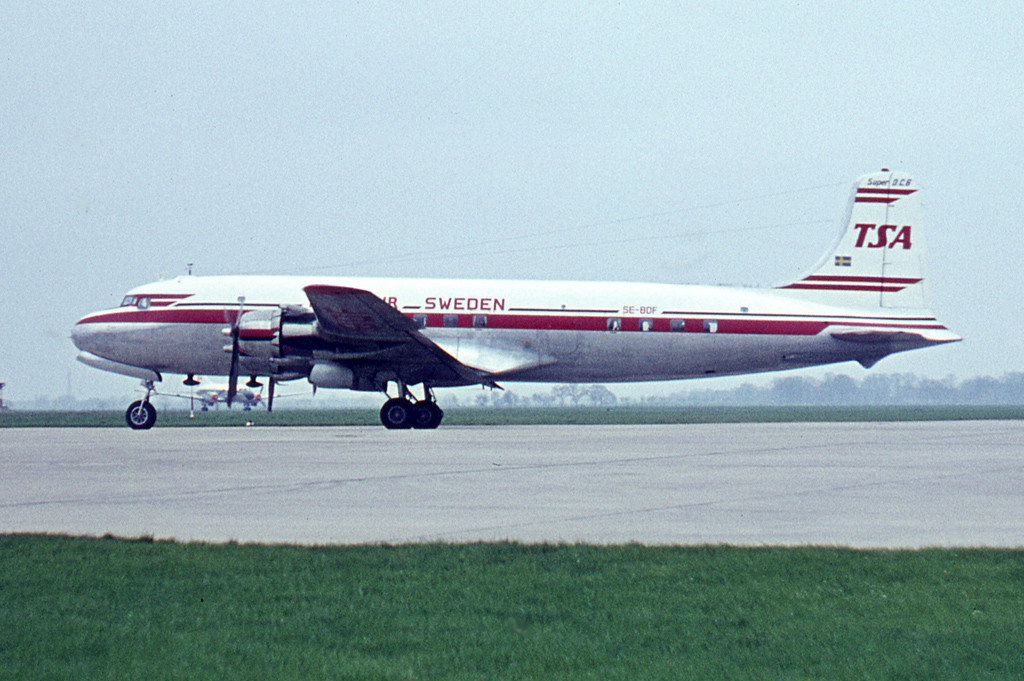
Los primeros Douglas DC-6 fueron adquiridos en 1960. Tres años después, TSA operaba nueve de estas aeronaves.

Para llegar a destinos más lejanos como las Islas Canarias y reducir los tiempos de vuelo, la empresa adquirió a principios de 1960 tres Douglas DC-6 procedentes de SAS. Ese año, la aerolínea transportó a 70.000 pasajeros, entre ellos 23.000 a Palma de Mallorca, lo que convirtió a Transair Sweden en la principal aerolínea chárter de Europa. Ese mismo año trasladó su sede del aeropuerto de Estocolmo-Bromma al Aeropuerto de Malmö-Bulltofta y realizó su primera vuelta al mundo con un grupo turístico. Desde el verano de 1961, también ofreció vuelos chárter IT desde el Aeropuerto de Copenhague-Kastrup y a partir de agosto del mismo año, incorporó siete DC-6 adicionales. En 1963, Transair Sweden fue adquirida por SAS, pero esta la vendió en junio de 1964 al grupo empresarial sueco Nyman & Schultz. En ese momento, la flota activa consistía en ocho DC-6, un DC-3 y cinco Curtiss C-46; otras aeronaves habían sido alquiladas hasta el otoño de 1963 a la ONU y posteriormente a Transair Congo. Mientras los DC-6 operaban en rutas chárter IT, el DC-3 se usaba en un servicio de enlace entre Malmö y Copenhague. Los Curtiss C-46 se utilizaban principalmente por encargo de SAS en rutas de carga desde Copenhague hacia Ámsterdam, Hamburgo, Fráncfort, París y Stuttgart, así como en vuelos postales dentro de Suecia. Durante 1965, todos los DC-6, excepto uno de reserva, fueron reemplazados por Douglas DC-7, lo que permitió a Transair Sweden aumentar su capacidad de transporte en aproximadamente un 30%.

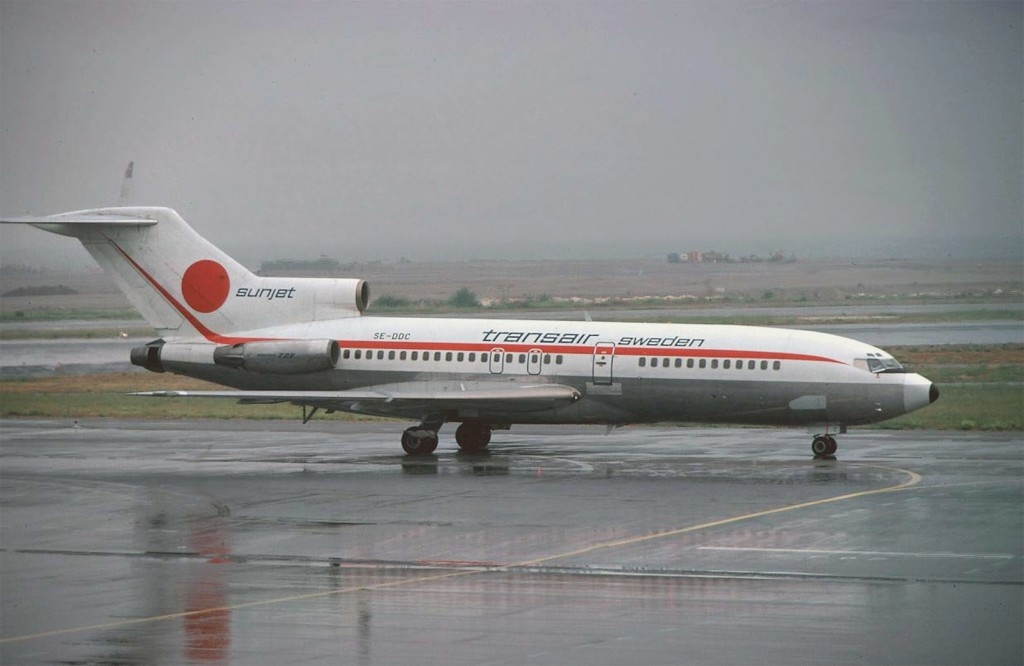
Boeing 727-134C de Transair Sweden en el Aeropuerto de Niza Costa Azul.

En 1966 surgió una nueva competidora en Suecia: la estatal Scanair, que podía alquilar aviones de su matriz SAS en condiciones preferentes, ofreciendo así precios más bajos. En otoño de 1966, el operador turístico Vingresor, uno de los principales clientes de Transair Sweden, firmó contratos con Scanair. La aerolínea perdió unos 38.000 pasajeros en la siguiente temporada de vacaciones. Para mantenerse competitiva, Transair Sweden incorporó en diciembre de 1967 dos Boeing 727-100 nuevos alquilados de fábrica. En septiembre de 1968 recibió una tercera unidad, un Boeing 727-100C (versión combinada de pasajeros y carga). El 1 de octubre de 1968, la empresa firmó un acuerdo de cooperación con Scanair y comenzó a operar sus tres Boeing bajo un contrato de arrendamiento húmedo a largo plazo. Los vuelos chárter propios continuaron de forma reducida hasta 1969 con los DC-7. El último vuelo con una aeronave de hélice fue el 31 de octubre de 1969, desde Múnich a Malmö vía Estocolmo. A partir de entonces, la aerolínea operó exclusivamente vuelos chárter para Scanair, cubriendo rutas menos frecuentadas y aeropuertos secundarios suecos. Debido al alcance limitado de los 727-100, los vuelos a las Islas Canarias o a Gambia requerían escalas técnicas para repostar en Billund, Lisboa o Nantes.
En 1972, la compañía trasladó su sede al recién inaugurado Aeropuerto de Malmö-Sturup. En 1975, a mitad del contrato de arrendamiento de 14 años, Scanair ejerció una cláusula de rescisión para finalizar anticipadamente la colaboración con Transair Sweden. Gracias a la intervención de políticos suecos, la empresa no fue disuelta, sino adquirida por la aerolínea estatal SAS. A partir de entonces continuó operando para Scanair y, en febrero de 1979, adquirió un cuarto Boeing 727-100QC (versión de cambio rápido) a la Lufthansa. El último vuelo chárter IT de Transair Sweden se realizó el 6 de septiembre de 1981, desde Rodas a Estocolmo. Posteriormente, la compañía fue liquidada y su personal absorbido por SAS.

## Operaciones de la ONU y Transair Congo
La ONU alquiló a partir del 30 de diciembre de 1960 dos aviones del tipo Curtiss C-46 a Transair Sweden, con el fin de utilizarlos en el marco de la Operación de las Naciones Unidas en el Congo en la República Democrática del Congo, que poco antes había obtenido su independencia de Bélgica. Los aviones, así como los pilotos y el personal técnico, fueron estacionados en Leopoldville. En 1961, la compañía operaba seis C-46 y un Douglas DC-6 en África. Otro DC-6 fue adquirido en EE. UU. en agosto de 1961 y trasladado directamente al Congo. Este avión sufrió un accidente el 18 de septiembre de 1961. Los contratos de alquiler con la ONU finalizaron en otoño de 1963.
Los servicios aéreos continuaron posteriormente por encargo del gobierno congoleño. Bajo la denominación de Transair Congo, la empresa operaba en 1964 cuatro C-46 y un DC-6 en África. El último avión abandonó el Congo en marzo de 1966.

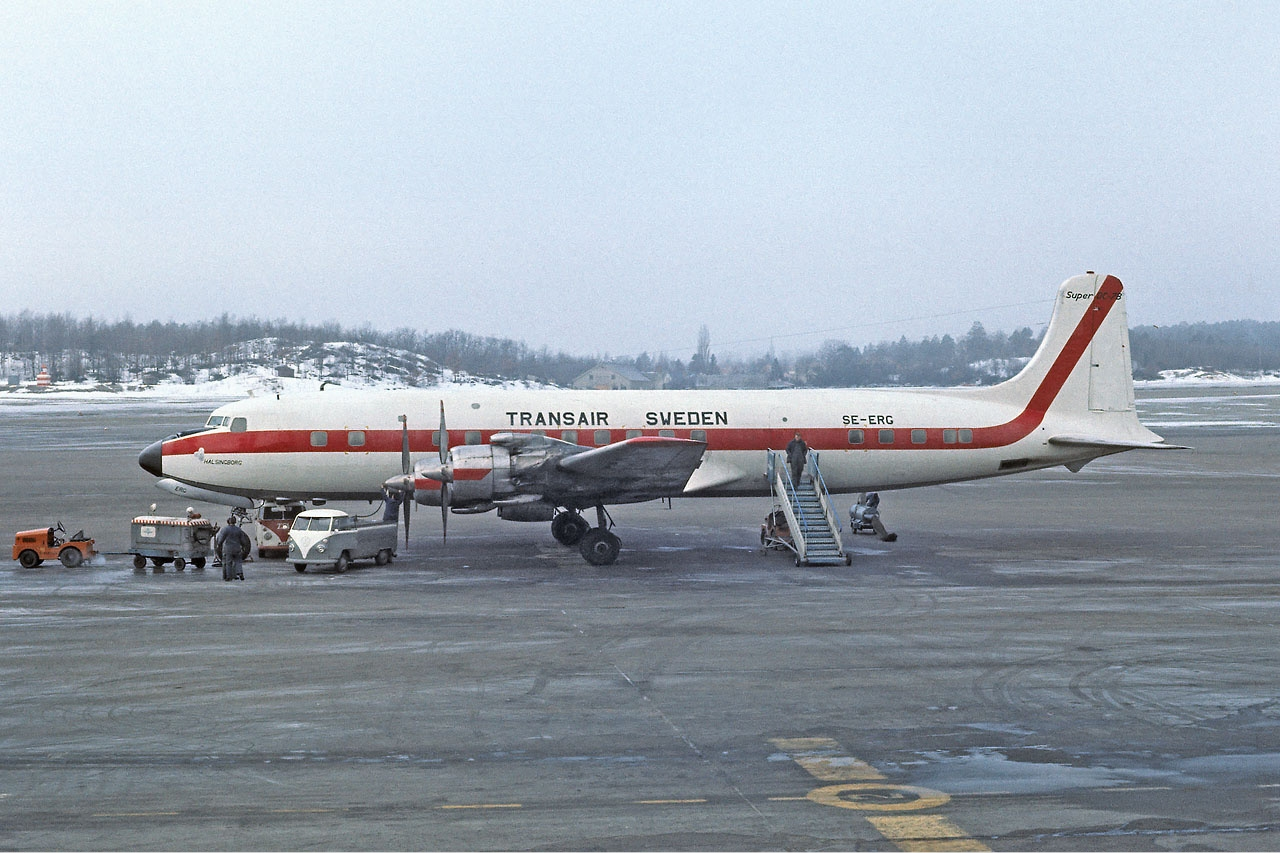
Transair Sweden retiró su último Douglas DC-7 en 1969

## Flota

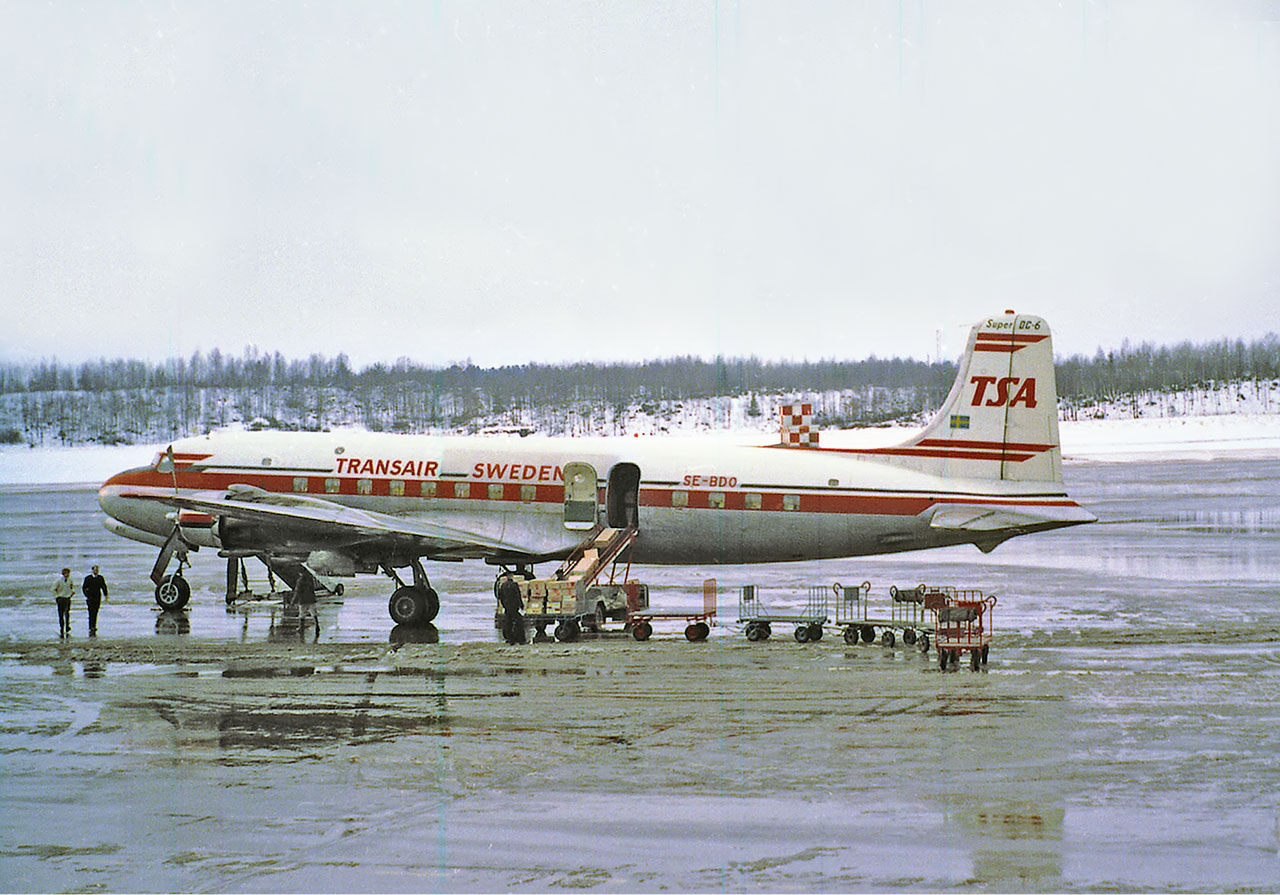
Douglas DC-6 en el Aeropuerto de Estocolmo-Bromma, 1965

- 3 - Airspeed Oxford
- 3 - Douglas DC-3
- 11 - Curtiss C-46 Commando
- 3 - Douglas DC-6
- 6 - Douglas DC-6B
- 11 - Douglas DC-7B
- 4 - Boeing 727-134 y 727-30C

## Destinos
- Ámsterdam
- Atenas
- Barcelona
- Belgrado
- Berlín
- Burdeos
- Casablanca
- Fráncfort
- Gotemburgo/Torslanda
- Helsinki
- Las Palmas
- Lisboa
- Londres
- Lyon
- Madrid
- Múnich
- París
- Palma
- Praga
- Rímini
- Roma
- Sevilla
- Estocolmo-Bromma
- Stuttgart
- Túnez
- Valencia
- Zúrich

## Administración empresarial

### Directores generales
- 1959–1966 - Gösta Ellhammar

### Presidentes del directorio
- 1958–1963 - Knut Bjuhr
- 1963–1966 - Bengt Elmgren
- 1973–1978 - Knut Hagrup

## Incidentes y accidentes
- El 18 de septiembre de 1961, un Douglas DC-6B (matrícula SE-BDY) se estrelló por causas no esclarecidas cerca del Aeropuerto de Ndola en Rodesia del Norte (actual Zambia). A bordo del avión se encontraba el Secretario General de la ONU, Dag Hammarskjöld, junto con otras 15 personas. Se sospecha que la aeronave fue derribada.[17]

- El 8 de junio de 1962, un Curtiss C-46 (SE-CFB) tuvo que ser dado de baja tras un accidente de aterrizaje en Albertville (Congo). No hubo heridos. La sección delantera del fuselaje recuperada fue utilizada para reparar otro avión de la flota.[18][19][20]

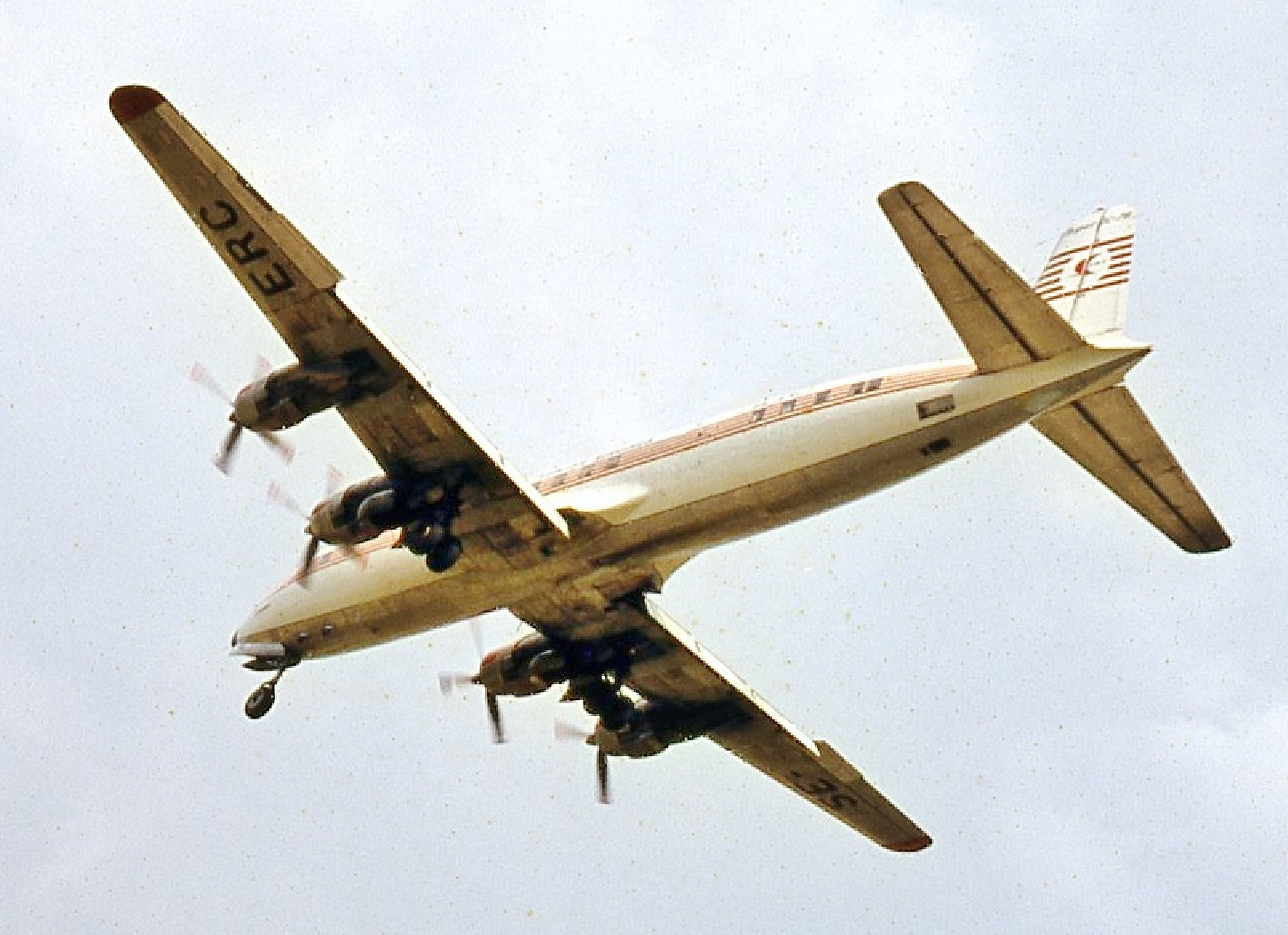
El Douglas DC-7 de Transair, operado para Türk Hava Yolları (THY), accidentado en Múnich en 1968. Foto de 1967 en Fráncfort.

- El 13 de enero de 1964, un Curtiss C-46 (SE-CFF) de Transair Congo resultó dañado irreparablemente durante un accidente en el despegue en Thysville.[21][22]

- El 6 de marzo de 1966, un Curtiss C-46 (SE-CFG) de Transair Congo impactó contra una irregularidad del terreno justo antes de aterrizar en Bunia. El avión continuó su vuelo hacia Stanleyville, pero fue dado de baja allí debido a los daños sufridos.[19][23]

- El 20 de enero de 1968, el tren delantero de un Douglas DC-7B de Transair Sweden (SE-ERC) colapsó durante el aterrizaje en el Aeropuerto de Múnich-Riem. La aeronave, alquilada a Türk Hava Yollari (THY, hoy Turkish Airlines), se salió de la pista. Los 38 ocupantes (6 tripulantes y 32 pasajeros) resultaron ilesos. El avión sufrió daños irreparables.[24]